# Sarteneja
Sarteneja ist eine Ortschaft im Corozal District in Belize. Es liegt an der Künste der Sarteneja Halbinsel, ca. 65 km von Orange Walk Town entfernt und nahe der Shipstern Conservation & Management Area. Das Dorf ist nach wie vor stark von der Fischerei geprägt. So leben 90 % der ca. 1500 Anwohner direkt oder indirekt vom Meer. Der Tourismus gewinnt zunehmend an Wichtigkeit.
Sarteneja ist vor allem für seinen Schiffbau, die Segel-Regatta während Ostern und die Festivitäten rund um die Finados (Día de los Muertos) bekannt. Der Flugplatz Sarteneja liegt am Ostrand der Ortschaft.

## Geschichte
Die Maya bevölkerten die Region während hunderten von Jahren, so wurden auf der Halbinsel über 350 ehemalige Standorte gefunden, die meisten rund um die verlassene Holzfällersiedlung Shipstern. Der Name der Maya für das Dorf bedeutet „Wasser zwischen dem Stein“.